# Quercus valdinervosa
Quercus valdinervosa là một loài thực vật có hoa trong họ Cử. Loài này được Soepadmo miêu tả khoa học đầu tiên năm 1968.